# The Manila Times
The Manila Times est le plus ancien quotidien en langue anglaise des Philippines. Il est publié par The Manila Times Publishing Corp. Ses bureaux de rédaction et administration se trouvent au Bonifacio Drive, Port Area à Manille.

## Histoire
Le journal est fondé le 11 octobre 1898 par Thomas Gowan, peu après l'annonce que le Traité de Paris serait signé, mettant fin à la guerre hispano-américaine et transférant la souveraineté des Philippines de l'Espagne aux États-Unis. Le journal défend à ses débuts une ligne pro-américaine, ce qui conduit d'ailleurs à une grève des employés philippins vers 1920. Le Manila Times change de propriétaire à de multiples reprises, dont Manuel L. Quezon, jusqu'à sa vente en 1928 à Alejandro Roces (via son entreprise Tribune-Vanguardia-Taliba) après la destruction des bureaux du journal dans un incendie. En 1930, Roces décide de fermer le quotidien.
En 1945, le journal renaît à l'initiative des héritiers d'Alejandro Roces, mort durant la guerre, qui souhaite faire revivre l'entreprise familiale. Ils renomment Tribune-Vanguardia-Taliba en The Manila Times Publishing Co., et le journal reparaît le 27 mai 1945 sous la forme d'un hebdomadaire intitulé The Sunday Times. Dès septembre 1945 le Manila Times redevient un quotidien.
Durant la période du régime autoritaire de Ferdinand Marcos (1972-1986), le Manila Times est fermé, comme de nombreux autres titres de presse, et ses bureaux sont utilisés pour imprimer un autre journal pro-Marcos nommé The Times Journal. Le Manila Times paraît de nouveau après la chute de Marcos, mais la famille Roces doit le vendre à l'homme d'affaires John Gokongwei en 1949 à cause de difficultés économiques.
Sous la présidence du président Joseph Estrada (1998-2001), le Manila Times subit la vindicte du clan Estrada pour avoir émis des articles critiques à son égard,. Sous la pression, la famille Gokongwei finit par fermer le journal en 1999, qui tombe entre les mains de Mark Jimenez, un proche d'Estrada. Jimenez revend derechef le journal en 2001 à Dante Arevalo Ang après la chute d'Estrada.

## Effectif
Le directeur de publication et rédacteur en chef en est Dante Francis « Klink » Ang II.

## Tirage
Il se présente comme l'un des quotidiens en anglais les plus importants des Philippines en termes de diffusion avec un tirage de 120 700 exemplaires en 2012.

## Source de la traduction
- (en) Cet article est partiellement ou en totalité issu de l’article de Wikipédia en anglais intitulé « The Manila Times » (voir la liste des auteurs).